# Lemna obscura
Lemna obscura är en kallaväxtart som först beskrevs av Coe Finch Austin, och fick sitt nu gällande namn av Daubs. Lemna obscura ingår i släktet andmatssläktet, och familjen kallaväxter. Inga underarter finns listade.

## Bildgalleri

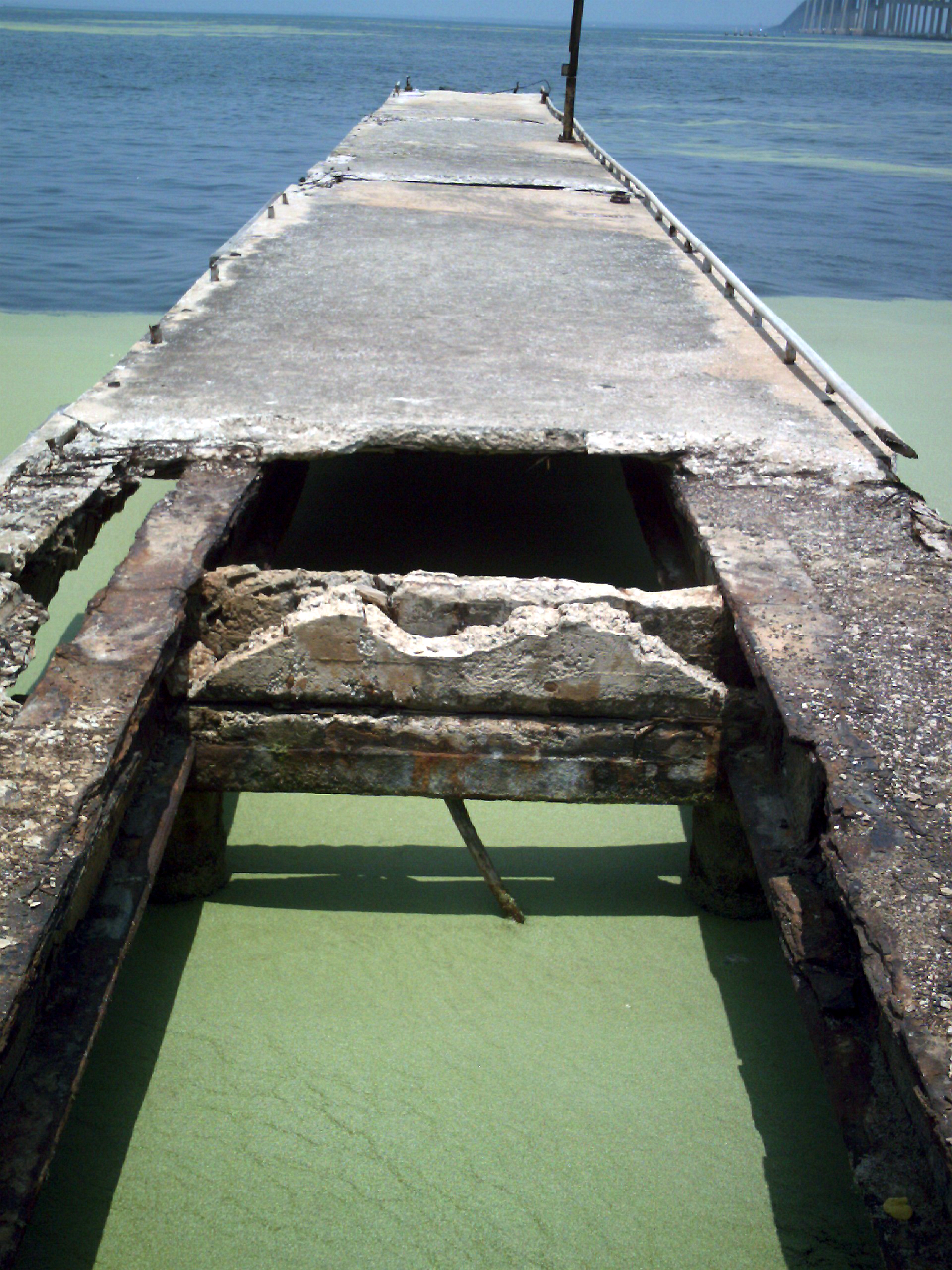
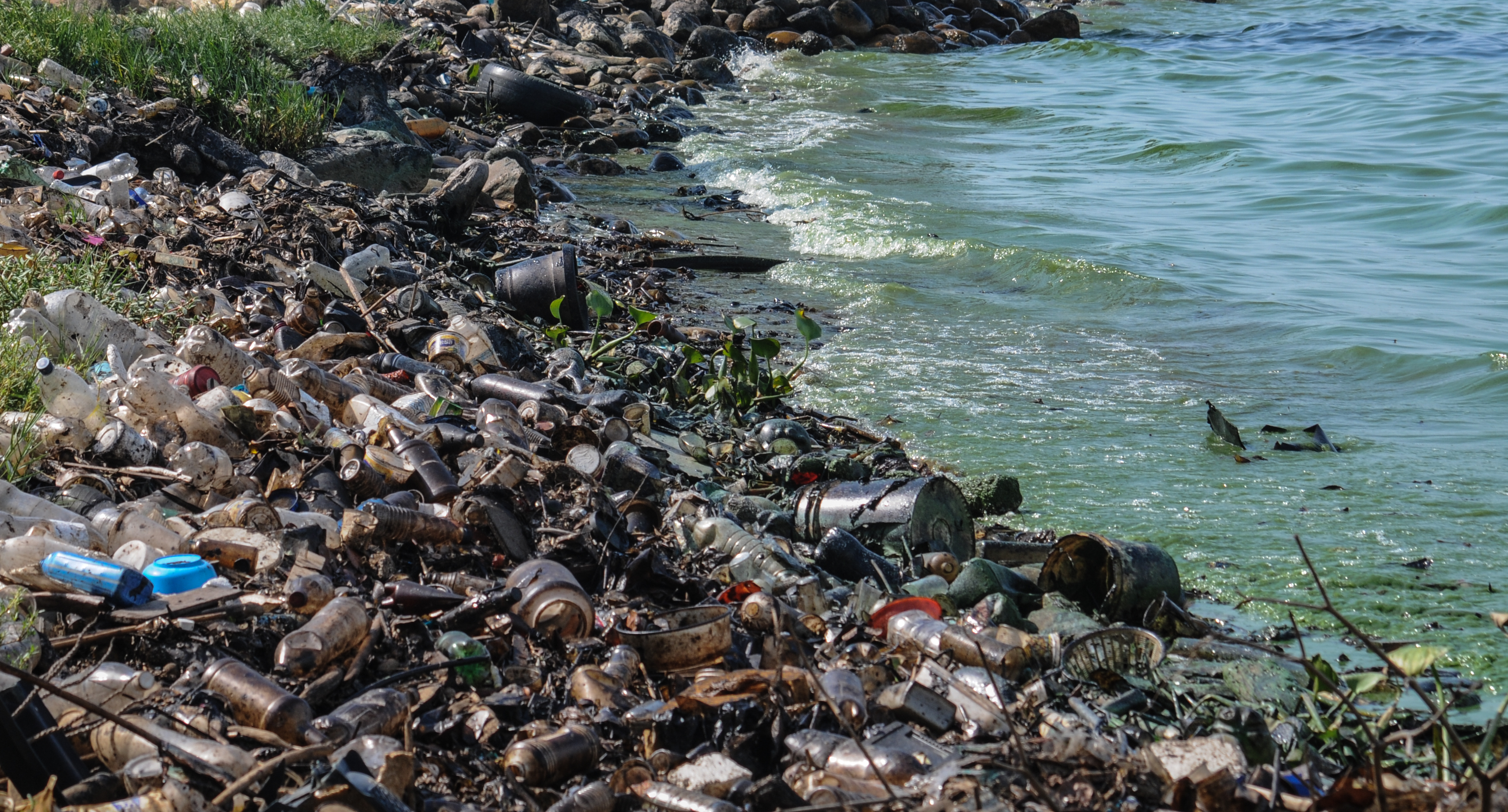
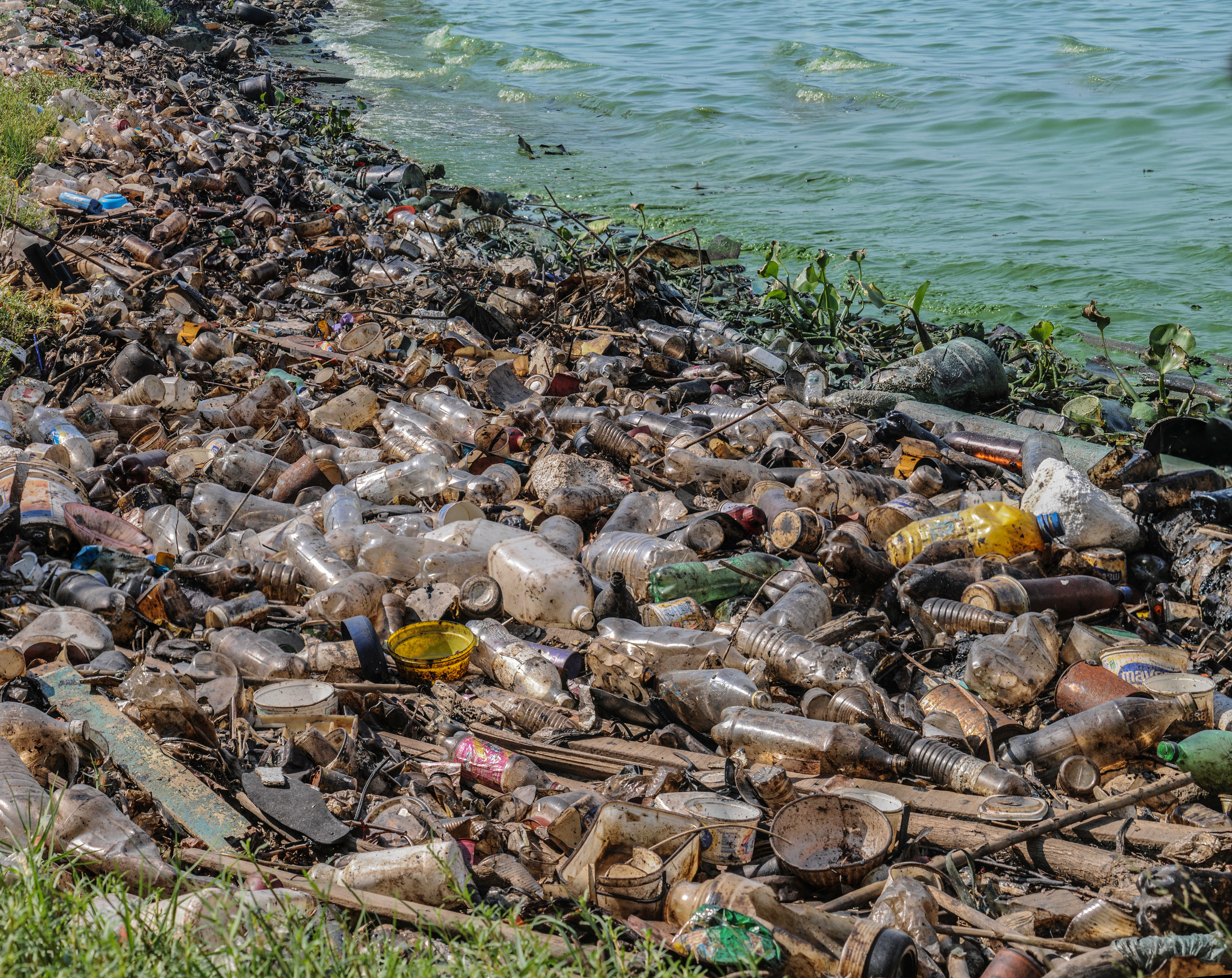
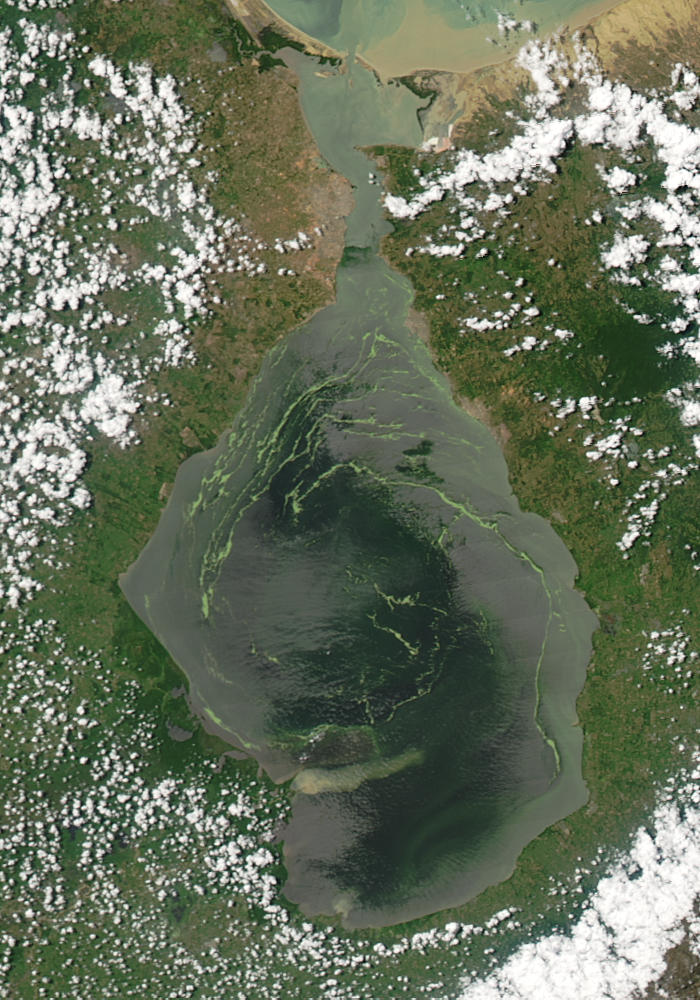